# Szirti sziklaiternye
A szirti sziklaiternye vagy egyszerűen sziklaiternye (Aurinia saxatilis syn. Alyssum saxatile) a káposztafélék (Brassicaceae) családjába tartozó évelő növény.
Korábban a ternye (Alyssum) nemzetségbe tartozott Alyssum saxatile, magyarul szirti ternye, illetve sziklai ternye néven.  A homoki ternyével (Alyssum tortosum) ellentétben tőlevélrózsát növeszt.

## Előfordulása
Közép- és Délkelet-Európában, Magyarországon Zempléni-hegységben, Mátrában, Medvesen és Salgótarján környékén, a Pilisben, Budai-hegységben, Gerecsében, a Bakonyban, a Balaton-vidéken, a Somlón és a Ság hegyen. Ázsiában is megtalálható.

## Alfajai
- Aurinia saxatilis subsp. megalocarpa (Hausskn.) T.R.Dudley
- Aurinia saxatilis subsp. orientalis (Ard.) T.R.Dudley

## Megjelenése
Bokrosodó, 10–30 centiméter magas, ágas, fásodó tövű, évelő növény. A meddő 5–10 centiméter hosszú tőlevelei lándzsásak vagy hosszúkásak, hullámos, majdnem ép szélűek, nagyok, szürkén molyhosak. A szárlevelek kisebbek. Virágzata összetett sátorozó fürt, sárga. A fürtök rövidek. A szirmok sárgák, gyengén kicsípett csúcsúak, 3–6 milliméter hosszúak. Termése becőke, elliptikus-visszás tojásdad, kissé domború, rekeszei két-vagy többmagvúak.

## Életmódja, termőhelye
Alapkőzet szempontjából közömbös, hegyvidéki faj. Sziklafalak, nyílt sziklagyepek, várromok védett növénye. A „bazaltorgonák” jellegzetes faja. Április-június között virágzik. A Pilisben öblösen karéjos levelű változata (f. pilisense) él. Dísznövényként sziklakertekben ültetik.

## Képek

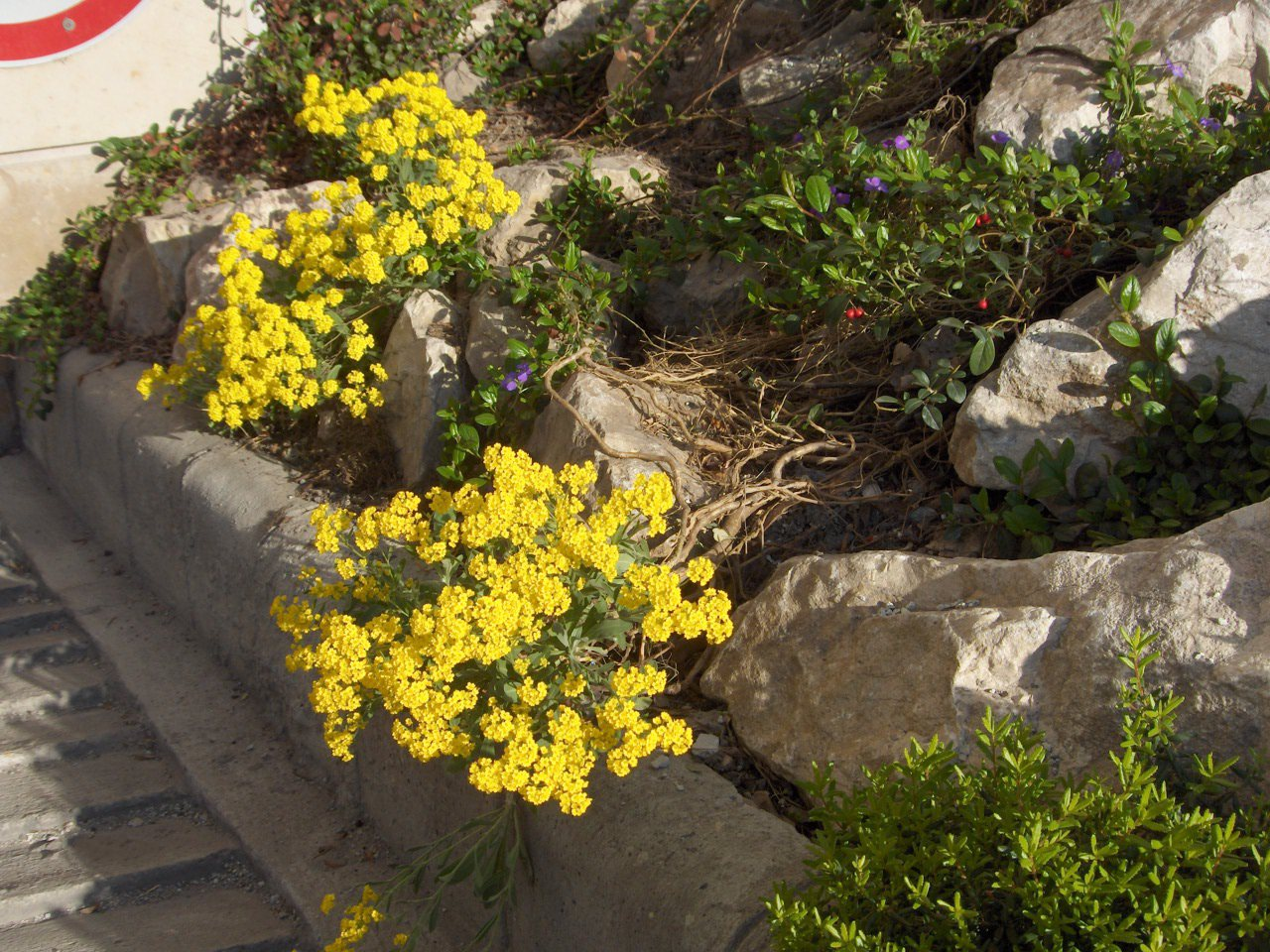
Sziklai ternye sziklakertben
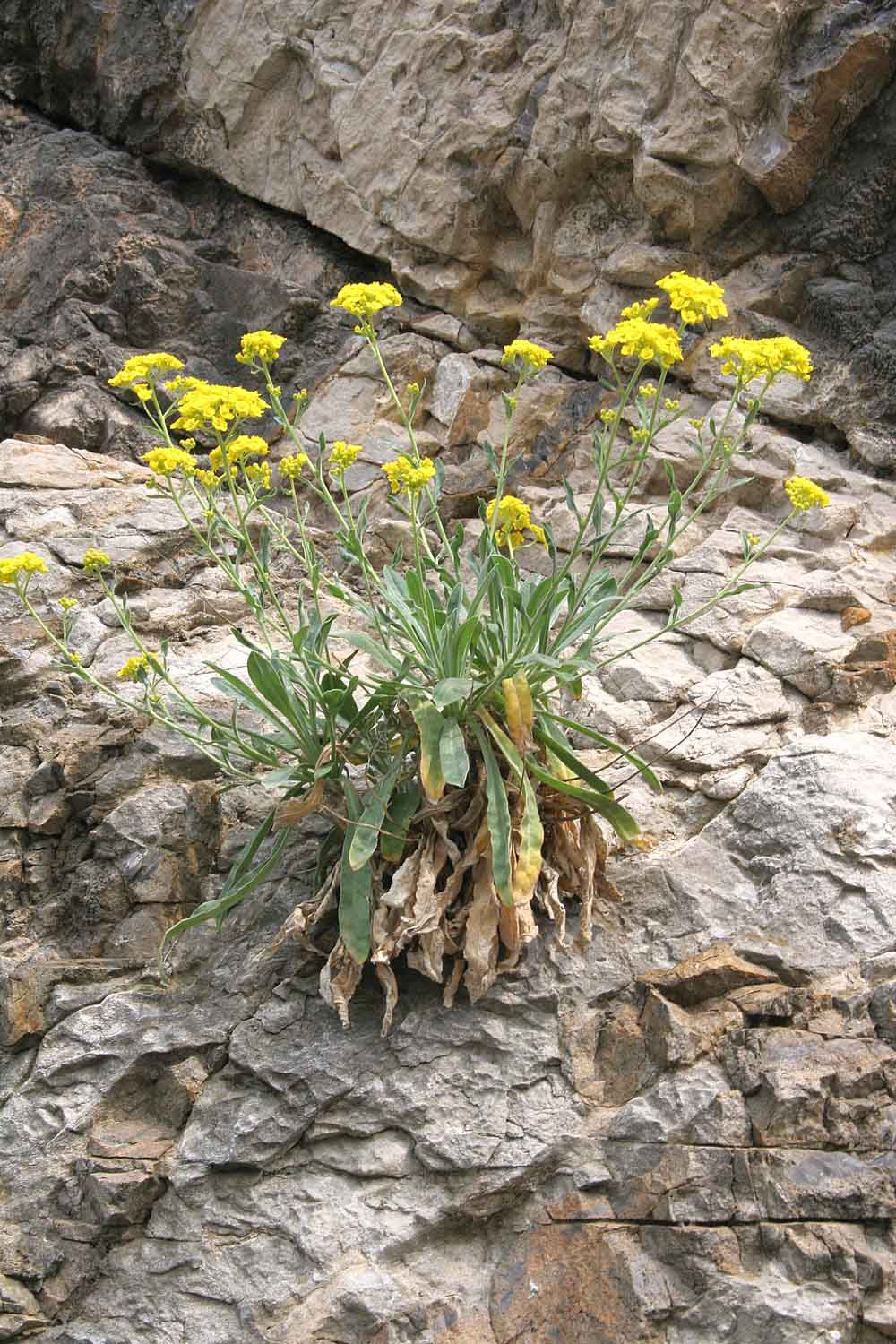
Sziklai ternye termőhelyén
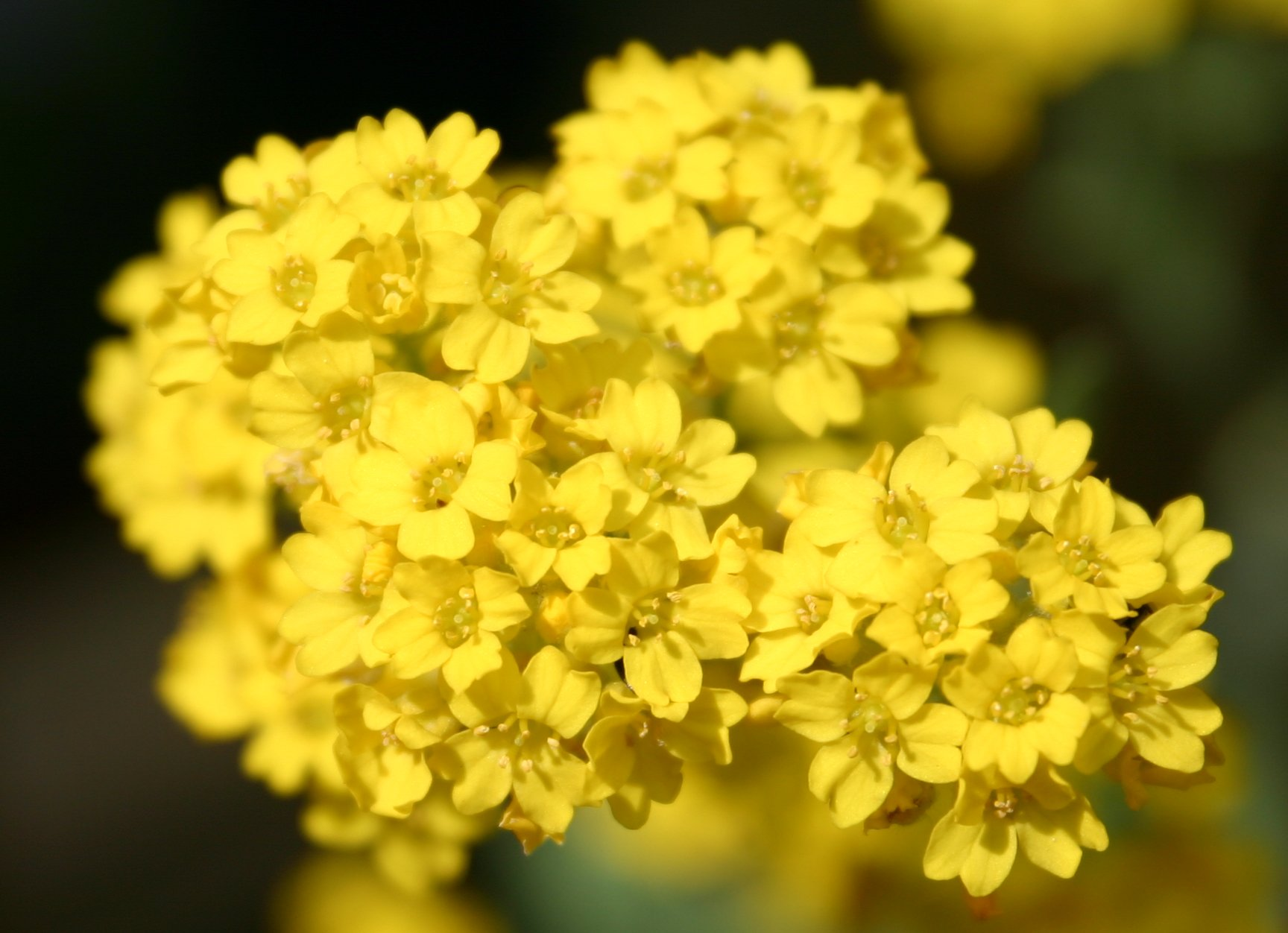
Sziklai ternye virágzata közelről
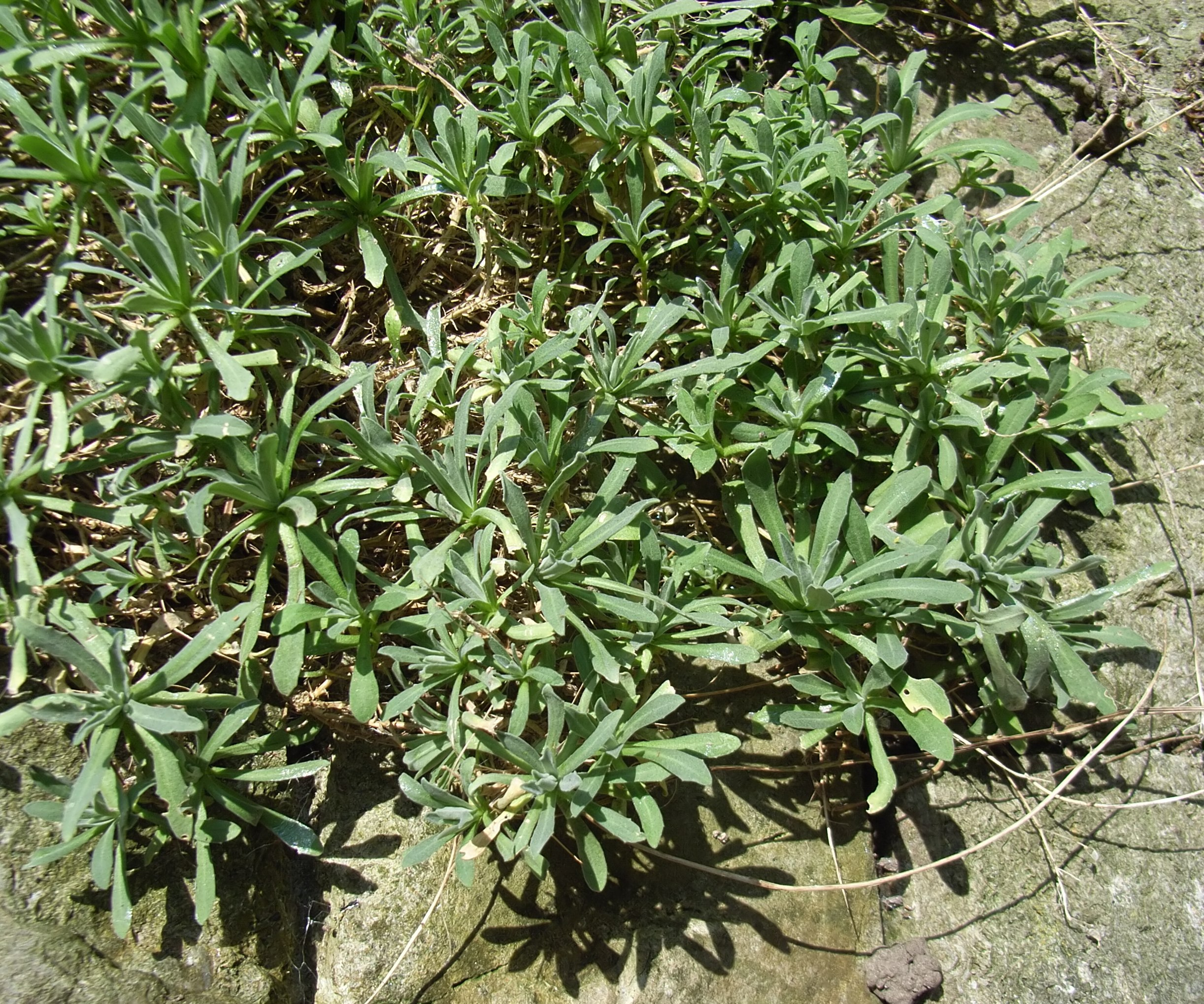
Sziklai ternye tőlevélrózsái
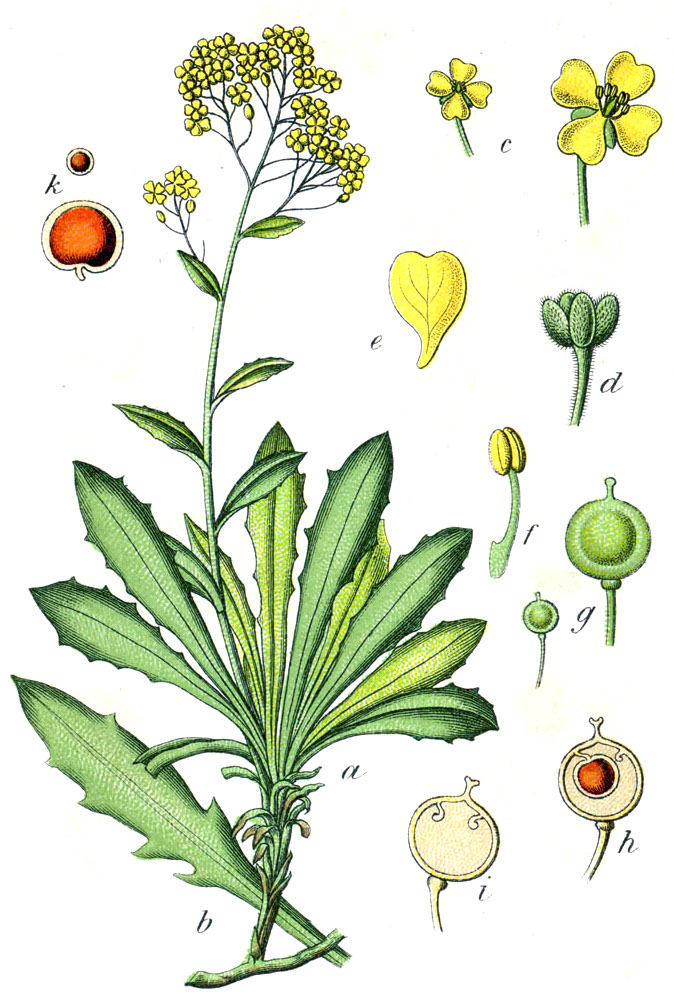
Sziklai ternye herbáriumi illusztráció